# Північний виборчий округ Рейк'явіка
Північний виборчий округ Рейк'явіка (ісл. Reykjavíkurkjördæmi norður; англ. Reykjavik Constituency North) — один з шести виборчих округів Ісландії. Найбільшим містом округу є Рейк'явік.

## Склад виборчого округу
Виборчий округ включає в себе частину регіону Гефюдборґарсвайдід і частину міста Рейк'явік (що є одночасно муніципалітетом).